# Triple F
 (décembre 2009).
 (juillet 2012).
Sa qualité peut être largement améliorée en utilisant un vocabulaire plus directement compréhensible.
Le Triple F (en portugais : três F) désigne la trilogie fado, Fátima, football,,,. Il symbolisait les valeurs portugaises sous la dictature de António de Oliveira Salazar. Fado désignait le nationalisme portugais, ses valeurs et ses traditions alors que Fátima représentait les valeurs du catholicisme et que le football marquait le développement de ce sport dans le pays. En France même, à cette époque, l'Association nationale des Portugais en France (ANPF) organise des matchs de football et des concerts. On y voit notamment Eusébio et Amália Rodrigues, devenus malgré eux des instruments de la propagande salazariste et de ses trois F.
Au XXIe siècle, la culture portugaise semble toujours très marquée par les trois axes de l'expression : le Portugal est l'un des pays les plus catholiques d'Europe, le football portugais est de loin le sport le plus suivi et la musique traditionnelle portugaise reste populaire.

## Critique de l'expression
Comme le dit Jagdeep Singh Chhokar dans son ouvrage Culture and leadership across the world, « L'exemple du fado, football et Fatima est souvent considéré comme une mise en scène sarcastique de la culture portugaise », mais il ajoute qu'aujourd'hui les Portugais sont fiers de la vedette internationale qu'est devenue la chanteuse de fado Amália Rodrigues, ou de la star du football européen qu'est Luís Figo, ainsi que de Notre-Dame de Fátima qui attire chaque année des milliers de pèlerins.

### Sources et bibliographie
- (fr + pt) CNRS, Lusophonies asiatiques, Asiatiques en lusophonies [« Comissão Nacional para as Comemorações dos Descobrimentos Portugueses »], Paris, Pessac, Karthala, Maison des pays ibériques, Université de Bordeaux 3, Centre d'études d'Afrique noire, Institut d'études politiques de Bordeaux (CEAN), 2001 (OCLC 46935179, lire en ligne)
- Michel Demeuldre, Sentiments doux-amers dans les musiques du monde : délectations moroses ands le blues, fado, tango, flamenco, rebetiko, p'ansori, ghazal, Paris, Harmattan, 2004 (OCLC 55509430, lire en ligne)
- Michael Harsgor, Naissance d'un nouveau Portugal, Paris, Seuil, 1975 (OCLC 2347936)
- R. Froment et François J. Gay, L'Europe occidentale d'économie libérale, Paris, Sirey, 1970 (OCLC 11115028)
- Luís A. de Oliveira Ramos, Portugal, une identité dans la longue durée, Paris, Karthala, 2002 (OCLC 51942049, lire en ligne)
- (en) Jagdeep Singh Chhokar, Culture and leadership across the world : the GLOBE book of in-depth studies of 25 societies, Mahwah, N.J., Lawrence Erlbaum Associates, 2007 (OCLC 122930116, lire en ligne)
- (en) Henrique Galvão, Santa Maria : my crusade for Portugal, Cleveland, World Pub. Co., 1961 (OCLC 1354329)